# I.W. Tegner (litograf)
 Der er flere personer med dette navn, se I.W. Tegner (generaldirektør).
Isac Wilhelm Tegner (født 23. juni 1815 i Helsingør, død 21. december 1893 i København) var en dansk litograf, far til Vilhelm Tegner.

## Virke
Han etablerede sammen med Johan Adolph Kittendorff det litografiske institut I.W. Tegner & Kittendorff i 1850, og da begge grundlæggerne var dygtige håndværkere og kunstnere, fik firmaet stor succes. Tegners speciale var portrætter, og han lavede litografier af over tusinde personer, heriblandt Bertel Thorvaldsen. Han var bror til litografen C.M. Tegner og far til tegneren Hans Tegner.
Han var søn af bådebygger, kaptajn i brandkorpset og tømrermester Friederich Christian Tegner og Inger Marie f. Petersen. Efter at han i 1830 var kommet i lære i København, hvor han i 1834 blev svend, begyndte han i 1831 at søge Kunstakademiets skoler, og blev 1846 elev på Modelskolen. Imidlertid havde han lært litografien i kaptajn Henckels stentrykkeri og gik i 1838 som litograf over til Em. Bærentzen & Co., for hvem han arbejdede, indtil han sammen med Ad. Kittendorff selv nedsatte sig som litograf i København (1850), efter at han forinden havde gjort en rejse til Tyskland (Berlin og Dresden) med understøttelse fra Christian VIII.
Den 3. november 1848 ægtede han Anna Emilie Hansen {1834-1862), datter af gartner Hansen og Gertrude f. Løchte (død 1882), og efter dennes død indgik han den 31. oktober 1863 et nyt ægteskab med Athalie Frederikke Thaae (1832-1888), datter af islandsk købmand David Christian Frederik Thaae (1802-1870) og Christiane Marie f. Biermann (1802-1880). Ved firmaets 25-årige jubilæum i 1875 blev Tegner udnævnt til Ridder af Dannebrog, i 1877 blev han Ridder af Vasaordenen.
Med understøttelse fra Den Reiersenske Fond har han i 1856 og 1860 atter besøgt Berlin og Dresden samt Paris for at iagttage sin kunsts udvikling. Tegner var en meget dygtig og samvittighedsfuld portrætlitograf og har i sin lange virksomhed udført over tusinde portrætter. Blandt dem, der er udført efter mere fremtrædende kunstværker, fortjener at nævnes Bertel Thorvaldsens portræt efter Horace Vernet, Tordenskjolds efter Balthasar Denner, Adam Oehlenschlægers efter J.V. Gertner og Peder Griffenfelds efter Abraham Wuchters. Senere litograferede Tegner også portrætter efter fotografier, og det blev denne nye billedmetode, der i slutningen af århundredet udkonkurrerede det litografiske portræt.
I sine sidste leveår havde han en lille pension fra Udstillingsfonden.
Han er begravet på Solbjerg Parkkirkegård.